# Zamilovaný profesor (film, 1996)
Zamilovaný profesor (v anglickém originále The Nutty Professor) je americká filmová komedie z roku 1996. Režisérem filmu je Tom Shadyac. Hlavní role ve filmu ztvárnili Eddie Murphy, Jada Pinkett, John Ales, James Coburn a Larry Miller.

## Ocenění
Rick Baker a David LeRoy Anderson získali Oscara a cenu BAFTA za nejlepší masky. Eddie Murphy byl za roli v tomto filmu nominován na Zlatý glóbus. Film byl dále nominován na jednu cenu BAFTA (kategorie nejlepší speciální vizuální efekty).

## Obsazení
| Eddie Murphy   | Sherman Klump/Buddy Love/Cletus Klump/Mama Anna Klump/Grandma Klump/Ernie Klump sr./Lance Perkins |
| Jada Pinkett   | Carla Purty                                                                                       |
| John Ales      | Jason                                                                                             |
| James Coburn   | Harlan Hartley                                                                                    |
| Larry Miller   | Dean Richmond                                                                                     |
| Dave Chappelle | Reggie Warrington                                                                                 |
| Jared Mixon    | Ernie Klump Jr.                                                                                   |
| Montell Jordan | sám sebe                                                                                          |